# 明月千里
明月 千里（あかつき せんり）は日本のライトノベル作家。第1回GA文庫大賞にて『月見月理解の探偵殺人』が奨励賞を受賞。

## 作品
- 月見月理解の探偵殺人（GA文庫、イラスト：mebae、2009年12月 - 2011年6月、全5巻）
- 眠らない魔王とクロノのセカイ（GA文庫、イラスト：閏月戈、2012年1月 - 、既刊3巻）
- 妹様による、俺ルート攻略・ラブコメ理論（GA文庫、イラスト：☆画野朗、2013年2月 - 、既刊3巻）
- 最弱無敗の神装機竜（GA文庫、イラスト：春日歩〈16巻まで〉・村上ゆいち〈17巻以降〉、2013年8月 - 2020年8月、全20巻） - 2016年にアニメ化[1]。
- S級御曹司たちがゆく、異世界契約支配者生活《ルーラーズ・ライフ》（GA文庫、イラスト：蔓木鋼音、2016年8月 - 、既刊2巻）
- お前らどれだけ俺のこと好きだったんだよ!（GA文庫、イラスト：シソ、2020年3月 - 、既刊1巻）